# Schule (Kunst)
Das Konzept der Schule wird im Zusammenhang mit Kunst verwendet, um Gruppen oder Gruppierungen von Künstlern zu beschreiben oder Nachfolger und Schüler führender Vertreter eines Stils zusammenzufassen und zu identifizieren. Der Begriff wird so, wenn auch in variierender Definition, in allen Kunstrichtungen eingesetzt, z. B. Kunstgeschichte (Kölner (Maler-)Schule, Rembrandtschule, Wessobrunner Schule), Literatur (Dichterschule) oder Musikgeschichte (Italienische Schule).

## Kunstgeschichte

### Übergreifende Definition
In der bildenden Kunst bezeichnet man als Mitglied der Schule oder Werkstatt im Allgemeinen meist Künstler, die mit einem prägenden (Lehr-)Meister arbeiteten oder auch Künstler, die sich dem Stil eines Malers stark angepasst haben, auch wenn sie nicht bei ihm Unterweisung erhalten hatten. Vor allem zur historischen Zusammenfassung mittelalterlicher Malern wie der Kölner (Maler-)Schule ist der Begriff in Gebrauch.

### Malerschule
Die Kunstgeschichte spricht von Malerschule, manchmal auch von Werkstatt, wenn sie eine gemeinsame Stilrichtung oft namentlich nicht bekannter, meist mittelalterlicher Meister zusammenfassen will. Für Künstlervereinigungen, die sich selbst einen bestimmten Stil verschrieben haben, werden meist andere Begriffe eingesetzt.

### Schule von Rubens und Rembrandtschule
Für Nachfolger namentlich bekannter Meister wird der Begriff Schule häufig für Nachfolger der großen niederländischen Malern wie Rubens und Rembrandt verwendet.

### Dombauhütte
Im weiteren Sinne könnten Dombauhütten auch als ‚Schulen‘ in der Kunstgeschichte bezeichnet werden, weil hier Baustile kreiert und tradiert wurden, auch wenn es andererseits primär um große Werkstätten geht.

### Stuckateure
Stuckateure des 17. und 18. Jahrhunderts, deren Stil durch ihre Ausbildung oder Tätigkeit am bayrischen Benediktinerkloster Wessobrunn beeinflusst wurde, werden unter den (erst 1888 geprägten) Begriff Wessobrunner Schule zusammengefasst.